# Rede de Notícias da República Islâmica do Irã
Rede de Notícias da República Islâmica do Irã (IRINN; em persa: شبکه خبر جمهوری اسلامی ایران) é um canal de notícias iraniano, parte da corporação da Radiodifusão da República Islâmica do Irã, com sede no Parque Jame Jam, em Teerã, Irã. Os principais programas são políticos, mas também existem programas de notícias sobre esportes, ciência e medicina. Seu idioma é principalmente o persa; embora, nos primeiros anos de seu lançamento, programas em inglês e árabe também fossem transmitidos nesta rede.
A partir de agosto de 2022, com o lançamento do segundo canal da rede IRINN para transmissão ao vivo de eventos de notícias, diversos eventos no Irã e no mundo também passaram a ser transmitidos ao vivo neste canal para o público.

## Publicações notáveis

### 22 de junho de 2021
Em 22 de junho de 2021, o Departamento de Justiça dos EUA apreendeu 33 sites iranianos, alegando que eles estavam "espalhando desinformação". Uma declaração da IRINN afirmou que a medida parecia fazer parte de uma repressão em larga escala dos EUA contra sites de notícias vinculados ao "Eixo da Resistência".

### 10 de outubro de 2022
Durante os protestos no Irã em 2022, um grupo hacktivista chamado "Edalaat-e-Ali" invadiu o canal de notícias, visando o Aiatolá Ali Khamenei e mostrando quatro mulheres que foram vítimas de supostamente não cobrirem os cabelos, especialmente Mahsa Amini, que apareceu na cena da filmagem hackeada durante o boletim de notícias.